# Delegação do Território da Capital Federal na Assembleia Nacional da Nigéria
A delegação do Território da Capital Federal da Assembleia Nacional da Nigéria  compreende um Senador representando Abuja, e dois Representantes representando Abuja-Sul e AMAC/Bwari.

## Quarta República

### 5º  Parlamento (2003 - 2007)
|               |                     |         |            |           |
| CARGO         | NOME                | PARTIDO | ELEITORADO | PERÍODO   |
|               |                     |         |            |           |
| Senador       | Maina Isa           | PDP     | Abuja      | 2003–2007 |
|               |                     |         |            |           |
| Representante | Ado Sidi            | ANPP    | Abuja-Sul  | 2003–2007 |
| Representante | Philip Tanimu Aduda | PDP     | AMAC/Bwari | 2003–2007 |

### 7º  Parlamento (2011 - 2015)
|               |                         |         |                 |           |
| CARGO         | NOME                    | PARTIDO | ELEITORADO      | PERÍODO   |
|               |                         |         |                 |           |
| Senador       | Aduda Philip Tanimu     | PDP     | Abuja           | 2011–2015 |
|               |                         |         |                 |           |
| Representante | Isah Dobi Egah          | PDP     | Gwagwalada/Kuje | 2011–2015 |
| Representante | Zaphaniah Jisalo Bitrus | PDP     | Abuja/Bwari     | 2011–2015 |